# 조선호 (소방공무원)
조선호(1966년 ~ )는 대한민국의 소방공무원이다. 제8기 소방간부후보생으로 임용되어 서울특별시 마포소방서장, 소방청 화재예방과장, 기획재정담당관, 대변인, 장비기술국장, 기획조정관을 거쳤으며, 대통령비서실 재난안전비서관과 충청남도 소방본부장을 역임하였다. 이후 2023년부터 2025년까지 제21대 경기도소방재난본부 본부장으로 재직하며 소방 역사자료 복원, 취약계층 안전정책, 현장 중심 전술 개발 등 정책을 추진하였다.

## 생애
조선호는 충청남도 당진군 출신으로, 동국대학교 경영학과를 졸업한 뒤 1995년 제8기 소방간부후보생으로 소방에 입문하였다. 임용 이후 충남 보령소방서 광천119안전센터장, 태안119안전센터장 등을 거치며 일선 현장에서 소방관 경력을 시작하였다. 이후 내무부 소방국과 행정자치부 소방국 예방과 등 중앙부처에서 근무하였으며, 서울특별시 소방재난본부 소속으로는 서울소방학교 선임교수, 구조대 기술지원팀장, 대응전략팀장, 정책팀장, 마포소방서장 등을 역임하였다. 소방청 창설 이후에는 화재예방과장, 기획재정담당관, 대변인, 장비기술국장, 기획조정관 등 주요 정책 보직을 두루 맡았다. 또한 대통령비서실 재난안전비서관실에서 행정관으로 근무하였으며, 국가안보실 소속으로 재난안전 업무를 수행하기도 하였다. 이후 충청남도 소방본부장으로 발탁되어 제16대 본부장을 역임하였다.
2023년 1월에는 제21대 경기도소방재난본부장으로 취임하였다. 그는 재직 기간 동안 노후된 경기소방본부 청사를 경기도의회 이전 청사로 옮기는 사업을 추진하여 근무 환경을 개선하였으며, 소방 역사 문화자산의 수집 및 전시 사업을 추진하여 1947년 수원소방서 인사문서, 1952년 의용소방대 근무일지 등 희귀 문서를 발굴하고, 이를 토대로 본부 청사 1층에 ‘소방역사사료관’을 설치하였다.
또한 도내 독거노인, 장애인 등 화재 취약계층 약 33만 가구에 화재경보기 및 소화기를 무상으로 보급하였으며, 외국인 노동자 대상 안전 간담회를 개최하고 소방안전 종합대책을 마련하였다. 재난대응 전술의 정교화를 위해 경기소방 특화 3대 전술을 개발하였고, 빅데이터 기반 재난정보분석팀을 신설하여 현장 대응 역량을 강화하였다.
퇴임 직전인 2025년 1월에는 안산 고려인문화센터를 방문하여 화재 안전 점검 및 장비 지원 활동을 펼쳤으며, 2025년 3월 11일 경기도소방재난본부 대강당에서 정식 퇴임하였다. 그는 퇴임사에서 “2만 4천 경기소방 가족들이 큰 힘이 되어주었다”며 감사를 전하였고, 평범한 시민으로 돌아가더라도 대한민국 소방의 발전을 응원하겠다는 뜻을 밝혔다.
그는 재직 중 소방공무원으로서의 공로를 인정받아 홍조근정훈장, 국무총리 표창, 행정자치부 장관 표창, 소방청 우수논문상, 남헌상 등을 수상하였다. 또한 동국대학교 행정대학원에서 복지행정학 석사학위를, 한성대학교 대학원에서 행정학 박사학위를 취득하였으며, 한국방송통신대학교 교육학과를 졸업하기도 하였다. 자격 면에서도 1급 화재진화사, 1급 사회복지사, 2급 평생교육사, 미국 화재·폭발조사관, 미국 소방간부 인증 등 전문 자격을 보유하고 있다.